# Megarthroglossus spenceri
Megarthroglossus spenceri är en loppart som beskrevs av Wagner 1936. Megarthroglossus spenceri ingår i släktet Megarthroglossus och familjen mullvadsloppor. Inga underarter finns listade i Catalogue of Life.